# Faculté de droit d'Olinda
Pour les articles homonymes, voir Faculté de droit.
La Faculté de Droit d'Olinda est une université située dans la ville d'Olinda, près de Recife, au Brésil. 
Elle a été créée le 11 août 1827 par une loi de l’empereur Dom Pedro Ier. À cette date ont été créés en même temps deux cours de sciences juridiques et sociales, l'un dans la ville de São Paulo (Faculté de droit de l’université de São Paulo) et un autre dans l'université d'Olinda.
La faculté s'installa le 15 mai 1828 dans le monastère de São Bento, et commença à fonctionner dans des dépendances cédées par les moines bénédictins. L'inauguration du cours fut l'occasion d'une cérémonie, en présence des autorités civiles et religieuses, avec salves d'artillerie et célébration d'un Te Deum en action de grâces ; la ville fut illuminée pendant trois jours.
Les leçons commencèrent le 2 juin de la même année, avec 41 élèves originaires de plusieurs provinces brésiliennes et d'autres pays comme l'Angola et le Portugal, inscrits après avoir passé avec succès les examens préparatoires. La première promotion de bacheliers en sciences juridiques eut lieu en 1832.
En 1852, le cours fut transféré du monastère de São Bento au palais des anciens gouverneurs, un immeuble réaménagé situé au haut de la Pente du Varadouro, à Olinda, et qui fut connu sous le nom d'Académie.
En 1854, l'Académie se transféra à la rua do Hospício, à Recife, occupant une ancienne maison peu appropriée à ses fonctions et surnommée pour cette raison le Pardieiro (la Bicoque). Après s'être appelée Faculté de droit de Recife, l'institution s'appelle aujourd'hui Faculté de droit de l’université fédérale du Pernambouc.